# Leandro Rodríguez
Leandro Joaquín Rodríguez Telachea (Montevideo, 19 novembre 1992) è un calciatore uruguaiano, attaccante del Salus.

## Caratteristiche tecniche
È un centravanti.

## Carriera
Cresciuto nelle giovanili del River Plate (M), ha esordito tra i professionisti il 25 agosto 2012 in un match vinto 1-0 contro la Juventud. In seguito ha giocato nella prima divisione inglese all'Everton ed in quella belga al Waasland-Beveren, oltre che nella seconda divisione inglese con i londinesi del Brentford. Successivamente è tornato in patria, giocando in prima divisione con la maglia del Danubio.
Il 6 gennaio 2023 si trasferisce in Italia al Portogruaro.

## Statistiche

### Presenze e reti nei club
Statistiche aggiornate al 26 luglio 2017.
| Stagione           | Squadra            | Campionato         | Campionato | Campionato | Coppe nazionali | Coppe nazionali | Coppe nazionali | Coppe continentali | Coppe continentali | Coppe continentali | Altre coppe | Altre coppe | Altre coppe | Totale | Totale |
| Stagione           | Squadra            | Comp               | Pres       | Reti       | Comp            | Pres            | Reti            | Comp               | Pres               | Reti               | Comp        | Pres        | Reti        | Pres   | Reti   |
| ------------------ | ------------------ | ------------------ | ---------- | ---------- | --------------- | --------------- | --------------- | ------------------ | ------------------ | ------------------ | ----------- | ----------- | ----------- | ------ | ------ |
| 2012-2013          | River Plate (M)    | PD                 | 24         | 3          |                 | -               | -               |                    | -                  | -                  |             | -           | -           | 24     | 3      |
| 2013-2014          | River Plate (M)    | PD                 | 23         | 7          |                 | -               | -               | CS                 | 3                  | 0                  |             | -           | -           | 26     | 7      |
| 2014-2015          | River Plate (M)    | PD                 | 23         | 9          |                 | -               | -               | CS                 | 4                  | 1                  |             | -           | -           | 27     | 10     |
| ago. 2015          | River Plate (M)    | PD                 | 1          | 0          |                 | -               | -               |                    | -                  | -                  |             | -           | -           | 1      | 0      |
| Totale River Plate | Totale River Plate | Totale River Plate | 71         | 19         |                 | -               | -               |                    | 7                  | 1                  |             | -           | -           | 78     | 20     |
| 2015-mar. 2016     | Everton            | PL                 | 0          | 0          | FACup+CdL       | 1+0             | 0               |                    | -                  | -                  |             | -           | -           | 0      | 0      |
| mar.-apr. 2016     | Brentford          | FLC                | 2          | 0          | FACup+CdL       | 0               | 0               |                    | -                  | -                  |             | -           | -           | 0      | 0      |
| 2016-gen. 2017     | Everton            | PL                 | 0          | 0          | FACup+CdL       | 0               | 0               |                    | -                  | -                  |             | -           | -           | 0      | 0      |
| gen.-giu. 2017     | Waasland-Beveren   | PL                 | 0          | 0          | CB              | 0               | 0               |                    | -                  | -                  |             | -           | -           | 0      | 0      |
| Totale carriera    | Totale carriera    | Totale carriera    | 73         | 19         |                 | 1               | 0               |                    | 7                  | 1                  |             | -           | -           | 81     | 20     |